# Casa Branca (São Paulo)
Casa Branca is een gemeente in de Braziliaanse deelstaat São Paulo. De gemeente telt 28.189 inwoners (schatting 2009).

## Aangrenzende gemeenten
De gemeente grenst aan Aguaí, Itobi, Mococa, Santa Cruz das Palmeiras, São José do Rio Pardo, Tambaú en Vargem Grande do Sul.